# Nowe Gajęcice
Nowe Gajęcice (prononciation [ˈnɔvɛ ɡajɛnˈt͡ɕit͡sɛ]) est un village de la gmina de Pajęczno, du powiat de Pajęczno, dans la voïvodie de Łódź, situé dans le centre de la Pologne.

## Administration
De 1975 à 1998, le village était attaché administrativement à l'ancienne voïvodie de Częstochowa.

Depuis 1999, il fait partie de la nouvelle voïvodie de Łódź.